# Lost Dimension
Lost Dimension (ロストディメンション Rosuto Dimenshon?) är ett turordningsbaserat strategi-datorrollspel som utvecklades av Lancarse, och gavs ut av Furyu till Playstation 3 och Playstation Vita den 7 augusti 2014 i Japan. Det gavs sedan ut av Atlus den 28 juli 2015 i Nordamerika, och planeras ges ut av NIS America den 28 augusti 2015 i Europa.
[uppföljning saknas]

## Spelupplägg
Spelet är ett turordningsbaserat strategi-datorrollspel. Under spelets gång förråds spelarfiguren av vissa av sina lagkamrater; vilka som är förrädare slumpas fram i början av spelet. För att ta reda på vilka som är förrädare kan spelaren umgås med lagkamraterna mellan striderna, och använda upp "vision points" för att få visioner från framtiden samt av lagkamraternas tankar; detta kan avslöja deras motiv, men kan bara göras några gånger under hela spelets gång.

## Utveckling
Spelet utvecklades av Lancarse till Playstation 3 och Playstation Vita, med manus av Jun Kumagai, bakgrundsdesign av Takeshi Oga och figurdesign av Yuu Yamashita.

## Lansering
Spelet gavs ut till Playstation 3 och Playstation Vita av Furyu den 7 augusti 2014 i Japan, och av Atlus den 28 juli 2015 i Nordamerika. Det planeras även ges ut av NIS America den 28 augusti 2015 i Europa.[uppföljning saknas] Spelet har åldersrekommendationerna B (12 år) i Japan och T (13 år) i Nordamerika.

## Mottagande
| Mottagande      | Mottagande                                        |
| Samlingsbetyg   | Samlingsbetyg                                     |
| Tjänst          | Betyg                                             |
| --------------- | ------------------------------------------------- |
| Gamerankings    | 73,88% (PS3) 72,94% (PSV)                         |
| Metacritic      | 72/100 (PS3) 73/100 (PSV)                         |
| Recensionsbetyg |                                                   |
| Publikation     | Betyg                                             |
| Famitsu         | 33/40 (8, 8, 8, 9) (PSV) 32/40 (8, 8, 8, 8) (PS3) |

Recensionssammanställnings-sidorna Gamerankings och Metacritic gav Playstation 3-versionen betygen 73,88% respektive 72/100, baserat på 17 respektive 15 recensioner, och Playstation Vita-versionen 72,94% respektive 73/100, baserat på 17 respektive 21 recensioner. Den japanska speltidningen Famitsu gav Playstation 3-versionen betyget 32/40, bestående av delbetygen 8, 8, 8 och 8; Playstation Vita-versionen fick betyget 33/40, med delbetygen 8, 8, 8 och 9.

### Försäljning
Playstation Vita-versionen var det 19:e bäst säljande datorspelet i Japan under sin debutvecka, med 3 868 sålda exemplar; Playstation 3-versionen lyckades däremot inte placera sig alls på Media Creates veckovisa topp tjugo-lista. Vid slutet av 2014 var Playstation Vita-versionen årets 342:e bäst säljande datorspel i Japan med 3 885 sålda exemplar; Playstation 3-versionen placerade sig på 383:e plats med 2 246 sålda exemplar.